# Klaus Prange
Klaus Prange (* 3. Januar 1939; † 29. Juni 2019) war ein deutscher Erziehungswissenschaftler. Er studierte u. a. bei Werner Loch. Seine Arbeitsschwerpunkte waren die Allgemeine Pädagogik, die Allgemeine Didaktik und die Didaktik der Pädagogik. Er war der Begründer einer operativen Pädagogik, die davon ausgeht, dass die Grundlage der Erziehung in pädagogischen Operationen besteht, deren Kern das Zeigen ist.

## Leben und Werk
Klaus Prange wurde als Sohn eines Volksschullehrers geboren. Er besuchte das Johann-Heinrich-Voß-Gymnasium in Eutin und studierte im Anschluss die Fächer Deutsch, Englisch, Philosophie und Pädagogik. Er war als Gymnasiallehrer tätig – unter anderem an der Kieler Ricarda-Huch-Schule –, bevor er schließlich einem Ruf an die Christian-Albrechts-Universität zu Kiel folgte. Er hatte sich 1975 mit Unterstützung von Werner Loch habilitiert. Von 1985 bis 1989 war er Hochschullehrer in Bayreuth.
Sein 1985 erschienenes Buch Erziehung zur Anthroposophie enthält eine harsche Kritik der Waldorfpädagogik, die Prange für irrational, fantastisch und unwissenschaftlich hält: „Seit 1919 steht mit der Waldorfschule eine Vorschule der Geheimschulung bereit, in der die Schüler sich von der ‚geliebten Autorität‘ leiten lassen, erfüllt von ‚devotionellen Gefühlen‘, ohne die es kein Weiterkommen auf der Geisterbahn des Geheimwissens gibt“.
Zu seinen bedeutendsten Leistungen zählt das Nachdenken über die Aporien einer Pädagogik, die sich mit der Erziehung einen Begriff zum zentralen Gegenstand macht, der ihr selbst suspekt ist, nachdem sie ihm einen autoritären Beigeschmack und eine Belastung mit Tendenzen von Entwürdigung, Unterdrückung, Entmündigung, Gängelung und Engstirnigkeit zugeschrieben hat.
Von 1989 bis 2003 lehrte Prange an der Eberhard Karls Universität Tübingen und ab 2004 als Honorarprofessor an der Carl von Ossietzky Universität Oldenburg. Pranges Nachlass im Umfang von 10 Umzugskartons befindet sich seit August 2021 im Archiv der BBF| Bibliothek für Bildungsgeschichtliche Forschung.

## Veröffentlichungen (Auswahl)

### Bücher
- Form und Sinn. Untersuchungen zur Auseinandersetzung Heideggers und Ryles mit der cartesisch-dualistischen Ontologie. Rodenbusch, Bamberg 1969, DNB 482096896, OCLC 251813542 (Dissertation Universität Kiel, Philosophische Fakultät 12. Oktober 1970, 202 Seiten, 8).
- Der pädagogische Aufbau der Erfahrung (= Pädagogik als Erfahrungsprozess). Klett-Cotta, Stuttgart 1978, ISBN 978-3-12-926341-9.
- Die Epochen der Erfahrung (= Pädagogik als Erfahrungsprozess). Klett-Cotta, Stuttgart 1979, ISBN 978-3-12-926341-9.
- Die Pathologie der Erfahrung (= Pädagogik als Erfahrungsprozess). Klett-Cotta, Stuttgart 1981, ISBN 978-3-12-926341-9.
- Bauformen des Unterrichts. Eine Didaktik für Lehrer. Klinkhardt, Bad Heilbronn 1983, ISBN 978-3-7815-0575-9.
- Erziehung zur Anthroposophie. Darstellung und Kritik der Waldorfpädagogik. Klinkhardt, Bad Heilbronn 2000, ISBN 978-3-7815-1089-0 (eingeschränkte Vorschau in der Google-Buchsuche).
- Was heißt „Pädagogik vom Kinde aus“? Steiners Bild des Kindes im Lichte der biographischen Erziehungsforschung. Thomas-Morus-Akademie, Bergisch Gladbach 1986, ISBN 3-89198-023-X.
- Pädagogische Erfahrung. Vorträge und Aufsätze zur Anthropologie des Lernens. Deutscher Studien-Verlag, Weinheim 1989, ISBN 3-89271-131-3.
- Pädagogik im Leviathan. Ein Versuch über die Lehrbarkeit der Erziehung. Klinkhardt, Bad Heilbronn 1995, ISBN 978-3-7815-0676-3.
- Die Zeit der Schule. Klinkhardt, Bad Heilbrunn 1995, ISBN 978-3-7815-0802-6.
- mit Bernd Schwarz (Hrsg.): Schlechte Lehrer/innen. Zu einem vernachlässigten Aspekt des Lehrberufs. Beltz, Weinheim 1997, ISBN 978-3-407-25181-7.
- Plädoyer für Erziehung. Schneider-Verlag Hohengehren, Baltmannsweiler 2000, ISBN 978-3-89676-220-7.
- Die Zeigestruktur der Erziehung. Grundriss der Operativen Pädagogik. Schöningh, Paderborn 2005, ISBN 978-3-506-77387-6 (eingeschränkte Vorschau in der Google-Buchsuche).
- mit Gabriele Strobel-Eisele: Die Formen des pädagogischen Handelns. Eine Einführung. W. Kohlhammer, Stuttgart 2006, ISBN 978-3-17-025771-9 (eingeschränkte Vorschau in der Google-Buchsuche).
- Von Plato bis Hegel (= Schlüsselwerke der Pädagogik). Kohlhammer, Stuttgart 2008, ISBN 978-3-17-019605-6 (eingeschränkte Vorschau in der Google-Buchsuche).
- Von Fröbel bis Luhmann (= Schlüsselwerke der Pädagogik). Kohlhammer, Stuttgart 2009, ISBN 978-3-17-019607-0.
- Die Ethik der Pädagogik. Zur Normativität erzieherischer Handlungen. Schöningh, Paderborn 2010, ISBN 978-3-506-76677-9.
- mit Karsten Kenlies: Zeigen – Lernen – Erziehen. Garamond, Jena 2011, ISBN 978-3-941854-45-1.
- Erziehung als Handwerk: Studien zur Zeigestruktur der Erziehung. Schöningh, Paderborn / München / Wien / Zürich 2012, ISBN 978-3-506-77547-4.

### Aufsätze und Buchkapitel
- Arbeit und Zeit – pädagogisch-anthropologische Aspekte der Arbeitslosigkeit. In: Zeitschrift für Pädagogik, Jg. 30 (1984), S. 487–497.
- Mythisch – Allzumythisch. In: Zeitschrift für Pädagogik, Jg. 32 (1986), S. 550–554.
- Lebensgeschichte und pädagogische Reflexion. In: Zeitschrift für Pädagogik, Jg. 33 (1987), S. 345–362.
- Sind wir allzumal Nazis? Eine Antwort auf Wolfgang Keims Bielefelder Kontinuitätsthese. In: Zeitschrift für Pädagogik, Jg. 36 (1990), S. 745–751.
- Umerziehung – eine deutsche Lektion. In: Martha Friedenthal-Haase (Hrsg.): Erwachsenenbildung im Kontext. Beiträge zur grenzüberschreitenden Konstituierung einer Disziplin; Günther Dohmen zum 65. Geburtstag. Klinkhardt, Bad Heilbrunn 1991, ISBN 3-7815-0680-0, S. 303–313.
- Erziehungsziel Gerechtigkeit. In: Ethik und Unterricht, Jg. 4, H. 3 (1993), S. 10–14.
- Die wirkliche Schule und das künstliche Lernen. In: Zeitschrift für Pädagogik, Jg. 41 (1995), S. 327–333.
- Lernen ohne Gnade. Zum Verhältnis von Religion und Erziehung. In: Zeitschrift für Pädagogik, Jg. 42 (1996), S. 313–322.
- Unterricht – was sonst? Zur Aufgabe der Schule. In: Was soll die Schule (noch alles) leisten? Zur Qualität von Schule, Evangelische Akademie, Hofgeismar 1999 (Hofgeismarer Vorträge, Band 15), S. 3–16.
- Der Zeitaspekt des Formproblems in der Erziehung. In: Zeitschrift für Pädagogik, Jg. 45 (1999), S. 301–312.
- Fangen, werfen, treten. Über den Ball in der Erziehung. In: Wolfgang Schlicht (Hrsg.): Über Fußball. Ein Lesebuch zur wichtigsten Nebensache der Welt, Hofmann, Schorndorf 2000, S. 106–125, ISBN 3-7780-7250-1.
- Gemeinschaft als Subjekt der Erziehung – Ernst Kriecks Konzept der Nationalerziehung. In: Joachim Henseler (Hrsg.): Sozialpädagogik und Gemeinschaft. Historische Beiträge zur Rekonstruktion eines konstitutiven Verhältnisses, Schneider-Verl. Hohengehren, Baltmannsweiler 2000 (Grundlagen der sozialen Arbeit, Band 4), S. 166–178, ISBN 3-89676-340-7.
- Fehlanzeige: Pädagogische Systematik. In: Zeitschrift für Pädagogik, Jg. 47 (2001), S. 375–387.
- Identität und Pluralismus. Aufgaben der Erziehung im Zeitalter der "Einen" Welt. In: Franz-Michael Konrad (Hrsg.): Kindheit und Familie. Beiträge aus interdisziplinärer und kulturvergleichender Sicht ; [Ludwig Liegle zum 60. Geburtstag], Waxmann, Münster 2001, S. 377–386, ISBN 3-8309-1024-X.
- Geld in der Erziehung. Über Knappheit als paedagogicum. In: Christoph Deutschmann (Hrsg.): Die gesellschaftliche Macht des Geldes, Westdeutscher Verlag, Wiesbaden 2002 (Leviathan, Sonderheft, Band 21), S. 251–262, ISBN 978-3-531-13687-5.
- "Alltag" und "Lebenswelt" im pädagogischen Diskurs. Zur aporetischen Struktur der lebensweltorientierten Pädagogik. In: Zeitschrift für Sozialpädagogik, Jg. 1 (2003), S. 296–314.
- Vom Kanon zum Kerncurriculum. Anmerkungen zu einer Neufassung des Begriffs der Grundbildung (zusammen mit Gabriele Strobel-Eisele). In: Pädagogische Rundschau, Jg. 57 (2003), S. 631–641.
- Über die Kunst des Rezensierens. In: Zeitschrift für Pädagogik, Jg. 50 (2004), S. 606–612.
- Werte und Normen in der Erziehung. Überlegungen zur pädagogischen Ethik. In: Hartmut Hühnerbein (Hrsg.): Christliche Werte in einer pluralistischen Welt,  CJD-Arnold-Dannenmann-Akad., Ebersbach 2004, S. 22–31.
- Recht in der Erziehung – Erziehung im Recht. Zum Spannungsverhältnis von Rechtsdenken und pädagogischer Reflexion. In: Vierteljahresschrift für wissenschaftliche Pädagogik, Jg. 81 (2005), S. 52–62.
- Erziehung im Reich der Bildung. In: Zeitschrift für Pädagogik, Jg. 52 (2006), S. 4–10.
- Herbarts „Allgemeine Pädagogik“ im Diskurs seiner Gegenwart. In: Johann Friedrich Herbarts pädagogische Hauptschrift „Allgemeine Pädagogik.“ BIS-Verlag, Oldenburg 2006, S. 27–38, ISBN 3-8142-1165-0.
- Kanon auf Zeit. In: Zeitschrift für Erziehungswissenschaft, Jg. 10 (2007), S. 170–180.
- Lernen ohne Weltbild. Zur Funktion der Erziehung im Zeitalter der Globalisierung. In: Michael Gölich (Hrsg.): Pädagogische Theorien des Lernens, Beltz, Weinheim 2007, S. 79–87, ISBN 978-3-407-32072-8.
- Warum operativ? Zur Begründung der operativen Pädagogik. In: Kathrin Berdelmann (Hrsg.): Operative Pädagogik. Grundlegung, Anschlüsse, Diskussion, Schöningh, Paderborn 2009, S. 15–25, ISBN 978-3-506-76669-4.
- Erziehung als Handwerk. In: Karin Priem, Gudrun M. König (Hrsg.): Die Materialität der Erziehung. Kulturelle und soziale Aspekte pädagogischer Objekte. Beltz, Weinheim u. a. 2012, S. 81–91 (pedocs.de [PDF]).
- Ausblick. Pädagogik zwischen Selbstbewahrung und Entwicklung. In: Micha Brumlik (Hrsg.): Theorie der praktischen Pädagogik. Grundlagen erzieherischen Sehens, Denkens und Handelns, Kohlhammer, Stuttgart 2013, S. 170–178, ISBN 978-3-17-023661-5.
- Liebe als Passion und Liebe als Aufgabe. Mit Anmerkungen zum platonisch-pädagogischen Eros. In: Gabriele Strobel-Eisele (Hrsg.): Grenzen beim Erziehen. Nähe und Distanz in pädagogischen Beziehungen, Kohlhammer, Stuttgart 2013, S. 25–36, ISBN 978-3-17-022308-0.
- Pädagogisches Ethos. In: Micha Brumlik (Hrsg.): Theorie der praktischen Pädagogik. Grundlagen erzieherischen Sehens, Denkens und Handelns, Kohlhammer, Stuttgart 2013, S. 117–169, ISBN 978-3-17-023661-5.
- Pädagogik des Zeigens und Sichtbarmachens. In: Martin Nugel (Hrsg.): (Un)sichtbarkeit: Überlegungen zu einer übersehenen pädagogischen Kategorie, Kopaed, München 2014, S. 43–55, ISBN 978-3-86736-186-6.
- Das Handwerk und das Mundwerk der Erziehung. Über das Verhältnis von Zeigen und Sagen. In: Pädagogische Rundschau, Jg. 70 (2016), S. 675–682.